# Спящий город
«Спящий город» (англ. The Sleeping City) — фильм нуар режиссёра Джорджа Шермана, вышедший на экраны в 1950 году.
Фильм выполнен в полудокументальном стиле и полностью снят на натуре в помещениях и в ближайших окрестностях самой известной нью-йоркской больницы Бельвью. После того, как в 1947 году «продюсер Марк Хеллингер и режиссёр Жюль Дассен сняли на улицах Нью-Йорка чрезвычайно успешный фильм „Обнажённый город“, последовала целая серия криминальных триллеров в стиле синема верите, действие (а часто и съёмки) которых происходили на улицах Нью-Йорка». Так, на студии РКО вышел фильм «Татуированная незнакомка» (1950), на «Эм-Джи-Эм» — «Переулок» (1950), а на «Юнивёрсал» — «Спящий город».
Фильм начинается с необычного пролога, с которым к зрителям обращается исполнитель главной роли Ричард Конте. Как отмечено на сайте Американского киноинститута (AFI) «во вступлении в начале фильма актёр Ричард Конте разъясняет, что хотя картина снималась в помещениях нью-йоркской больницы Бельвью, сама история является полностью вымышленной». Далее он выражает благодарность самой больнице и её персоналу за содействие в съёмках фильма. По информации AFI, «это вступительное слово было добавлено после того, как мэр Нью-Йорка Уильям О’Дуайер выразил недовольство тем, что студия нарушила договорённость не упоминать название больницы в рекламных материалах и изобразила городскую больницу в негативном плане».

## Сюжет
Молодой интерн доктор Фостер приезжает на скорой помощи в нью-йоркскую больницу Бельвью. Хотя дежурная сестра Энн Себастиан (Колин Грэй) оставила ему сообщение, чтобы он с ней связался, он идёт на набережную реки Ист-ривер, чтобы выкурить сигарету. Неожиданно некто в упор стреляет ему в голову из пистолета.
Полиция начинает расследование убийства с допроса сотрудников больницы. Однако и его непосредственный начальник, и коллеги, и Энн Себастиан, с которой у Фостера были близкие отношения, утверждают, что погибший врач был очень порядочным человеком и не имел врагов, однако в последнее время был психологически подавлен, волновался и нервничал. Ведущий дело инспектор Гордон (Джон Александер) убежден, что убийство связано с профессиональной деятельностью Фостера и отрабатывает различные версии преступления, в том числе, месть со стороны кого-либо из бывших пациентов или их родственников, а также действия сумасшедшего. Однако ни одна из этих версий не получает подтверждения.
Когда складывается впечатление, что расследование зашло в тупик, инспектор Гордон решает пойти на смелый шаг. Он находит Фреда Роуэна (Ричард Конте), полицейского детектива, который обладает опытом медицинской работы, и решает внедрить его под прикрытием на место, которое занимал убитый доктор Фостер. Роуэну дают имя Фред Гилберт и сочиняют легенду о том, что он недавно переехал из Лос-Анджелеса, и через руководство медицинского департамента города устраивают на работу. При этом ему запрещают брать на себя лечение каких-либо сложных больных и рекомендуют опираться на помощь опытных медсестёр.
Фреда определяют на работу в ортопедическое отделение и знакомят с Энн Шеридан, с которой ему предстоит работать. Фред получает комнату в общежитии больницы, где живёт также молодой врач Стив Андерсон (Алекс Никол). Заметно, что Андерсон взвинчен и сильно нервничает. Несмотря на любовь к своей работе, он постоянно говорит, что уйдёт из больницы и жалуется на отсутствие денег, чтобы начать самостоятельную практику. Постепенно Фред знакомится с другими врачами, а также с ветераном больницы, общительным лифтёром Попом Уэйром, который вхож в служебные помещения и много контактирует с медицинским персоналом. Поп регулярно делает ставки на скачках, и вовлёк в это занятие многих врачей, которые теперь должны ему денег.
Фред начинает работать с Энн и видит, что она весьма приятная в общении и квалифицированная медсестра. Одновременно ему приходится показать ей свои врачебные навыки, хотя это оказывается не так просто. Однажды, во время обхода больных Фред замечает, что некоторые из них страдают от боли, несмотря на то, что перед этим им была дана прописанная доза успокаивающих наркотических средств. Фред сближается с Энн и начинает с ней встречаться. Она рассказывает, что разведена и что у неё есть сестра, у которой серьёзно болен сын. Однажды они заходят в соседний магазин игрушек, где Энн покупает для племянника подарок. При этом Фред замечает, как Энн тайком передаёт что-то продавцу.
У Андерсона есть девушка Кэти Холл, на которой он собирается жениться. Застав в очередной раз Андерсона в крайне измученном состоянии, Фред советует ему успокоиться, жениться на Кэти и жить счастливой жизнью. Во время очередной встречи выпивший Андерсон заявляет Фреду, что скоро женится, уйдёт из больницы и бросит медицину навсегда. Фред просит Андерсона не спешить с выводами и подождать его, чтобы спокойно поговорить и обсудить все проблемы. Однако когда Фред возвращается в свою комнату, его поджидает полицейский детектив из соседнего участка, который сообщает, что Андерсон мёртв, его тело было извлечено из реки. Фред попадает под подозрение полиции поскольку у него нет алиби, его задерживают и привозят в участок, и только после вмешательства инспектора Гордона он выходит на свободу. Гордон демонстрирует записку Андерсона, которую Кэти обнаружила под своей дверью, она подтверждает, что Андерсон покончил жизнь самоубийством.
После смерти второго врача Фред приходит к убеждению, что причина смертей кроется в стенах больницы. Чтобы разобраться в сути происходящего, Фред решает прояснить ситуацию со ставками на скачках, которые принимает Поп. Фред начинает делать ставки, и вскоре оказывается должен Попу сумму, равную его трёхнедельному заработку. Поп поначалу не настаивает на немедленном погашении долга, но в один из дней требует заплатить всю сумму сразу, утверждая, что иначе это грозит ему страшными последствиями. Когда Фред отвечает, что у него нет денег, Поп просит его принести с работы пару наркотических таблеток и таким образом погасить долг. Фред обращается за советом к Энн, которая говорит, что в данной ситуации, чтобы не поднимать шум и не вмешивать в дело полицию, будет целесообразнее дать Попу то, что он просит. Когда Фред возражает, что он не сможет получить таблетки из-за строгой отчётности, Энн отвечает, что знает, как это можно сделать. Он будет прописывать пациентам сильнодействующие наркотические вещества, она будет получать их, но давать пациентам вместо них слабые обычные средства, при этом по внешним признакам пациента нельзя будет понять, какие средства он принимал. Фред догадывается, что Энн, вероятно, уже не раз занималась подобными операциями, и что именно она поставляет таблетки через продавца магазина игрушек.
После первой успешной сделки Поп начинает требовать от Фреда ещё больше таблеток, говоря, то его доход от этой деятельности будет значительно больше его докторской зарплаты. В противном случае Поп угрожает рассказать обо всём полиции, и тем самым разрушить карьеру Фреда, а возможно, и засадить его в тюрьму. Если же Фред решит сам обо всём рассказать, то его может ожидать участь Фостера и Андерсона. Чтобы спровоцировать Попа, Фред заявляет, что не будет больше поставлять ему таблетки, после чего выходит из больницы и идёт по улице. Поп с пистолетом устремляется вслед за ним и пытается выстрелить, однако Фред опережает его и стреляет первым. Раненый Поп убегает по помещениям и пожарной лестнице больницы, в итоге забираясь на крышу здания, где в перестрелке Фред убивает его.
После этого Фред арестовывает Энн, которая говорит, что ей были нужны деньги на лечение больного племянника.

## В ролях
- Ричард Конте — Фред Роуэн/Фред Гилберт
- Колин Грэй — Себастиан
- Ричард Тэйбер — Поп Уэйр
- Алекс Никол — доктор Стив Андерсон
- Джон Александер — инспектор Гордон
- Пегги Дау — Кэти Холл

## Авторы фильма и исполнители главных ролей
Сценарист фильма Джо Эйзингер известен своими сценариями к таким известным фильмам нуар, как «Гильда» (1946) и «Ночь и город» (1950).
Режиссёр Джордж Шерман за свою кинематографическую карьеру снял свыше 100 фильмов, подавляющее большинство из которых были вестернами категории В. Помимо этого фильма, Шерман поставил ещё две достойных картины в жанре фильм нуар — «Кража» (1948) и «Бурный прилив» (1952), в котором главную роль также исполнил Конте.
Среди более десятка ролей Ричарда Конте в фильмах нуар наиболее значимые были сыграны в фильмах «Звонить Нортсайд 777» (1948), «Плач большого города» (1948), «Воровское шоссе» (1949), «Дом незнакомцев» (1949), «Водоворот» (1949), «Синяя гардения» (1953) и «Большой ансамбль» (1955).
Колин Грэй известна исполнением главных женских (обычно, положительных) ролей в таких высоко ценимых фильмах нуар, как «Поцелуй смерти» (1947), «Аллея кошмаров» (1947), «Тайны Канзас-сити» (1952) и «Убийство» (1956).

## Оценка критики
Кинокритик Босли Кроутер написал после выхода фильма в «Нью-Йорк таймс»: «Знаменитая больница Бельвью в Нью-Йорке стала буквальным и привлекающим местом действия этой откровенно надуманной детективной драмы об интернах и похищении наркотиков… Но помимо этого живописного актива, который задействован главным образом для создания атмосферы, „Спящий город“ мало чем отличается от любого другого триллера… В начальных сценах … есть хороший, прочный, документальный колорит, который обещает реалистический взгляд на вещи. Однако оставшаяся часть фильма представляет собой хитроумную, но совершенно обычную криминальную историю с участием бдительного детектива, обеспокоенных интернов, вора и романтических отношений… Несмотря на всю актёрскую игру и режиссуру Джорджа Шермана в стиле вязкого триллера, „Спящий город“ — это просто детектив с погоней, местом действия которого стала больница. Это не утончённая нью-йоркская драма о медицинской практике и человеческой жизни, которой вполне могла бы стать».
Кинокритик Брюс Эдер написал: «„Спящий город“, один из лучших и самых тревожных фильмов студии „Юнивёрсал-Интернешнл“, попытался имитировать некоторые моменты синема верите „Обнажённого города“… (Хотя фильм) и не стал столь же стилистически впечатляющим, как „Обнажённый город“, тем не менее, он имел собственные привлекательные моменты — съёмки на натуре сделаны более изысканно и более эмоционально в визуальном плане, а музыка Фрэнка Скиннера … помогла поддерживать напряжённость, которую задал сценарий».